# L'uomo puma
L’uomo puma (buiten Italië ook uitgebracht als The Pumaman) is een Italiaanse superheldenfilm uit 1980. De film werd geregisseerd door Alberto De Martino. De hoofdrollen werden vertolkt door Walter George Alton, Donald Pleasence en Miguel Ángel Fuentes.

## Verhaal
De kwaadaardige Dr. Kobras heeft een gouden Aztekenmasker gevonden waarmee hij de macht wil krijgen over alle wereldleiders. Hij vreest echter dat dat “de Pumaman”, een mens-god die het masker beschermd, tussenbeide zal komen. Hij weet dat de Pumaman in werkelijkheid een Amerikaanse man is, en dat zijn ouders zijn omgekomen in een vliegtuigongeluk. Kobras stuurt zijn handlangers eropuit om alle mensen die aan deze critera voldoen te vermoorden, om zo te achterhalen wie van hen de Pumaman is.
De Pumaman blijkt uiteindelijk Tony Farms te zijn, een Amerikaanse archeoloog. Hij wordt ontdekt door Vadinho, en Azteekse priester. Hij geeft Tony een magische riem die hem zijn superkrachten en kostuum geeft. Deze krachten zijn o.a. het vermogen om te vliegen, nachtzicht, teleportatie en bovenmenselijke spierkracht.
Pumaman verslaat Kobras uiteindelijk door de helikopter waarin Kobras wil vluchten neer te laten storten.

## Cast
| Acteur               | Personage                  | Opmerkingen             |
| -------------------- | -------------------------- | ----------------------- |
| Walter George Alton  | Prof. Tony Farms / Pumaman |                         |
| Donald Pleasence     | Kobras                     | als Donald Pleasance    |
| Miguel Ángel Fuentes | Vadinho                    | als Miguelangel Fuentes |
| Sydne Rome           | Jane Dobson                |                         |
| Silvano Tranquilli   | Kobras Henchman            |                         |
| Benito Stefanelli    | Kobras Henchman            |                         |
| Guido Lollobrigida   | Kobras Henchman            |                         |
| Peter Cellier        | Museum Curator             |                         |

## Achtergrond
De film werd niet goed ontvangen door critici en kijkers. Vooral berucht waren de vliegscènes, waarin duidelijk te zien was dat acteur Walter George Alton gewoon voor een scherm stond.
De film werd bespot in de cultserie Mystery Science Theater 3000. Hierin werd vooral de spot gedreven met het feit dat het meeste werk door Vadinho wordt gedaan, waardoor Pumaman maar een bijrol lijkt te hebben.